# Bibio monstri
Bibio monstri är en tvåvingeart som beskrevs av James 1936. Bibio monstri ingår i släktet Bibio och familjen hårmyggor.
Artens utbredningsområde är Utah. Inga underarter finns listade i Catalogue of Life.